# 崔鳴夏
崔 鳴夏（チェ・ミョンハ、최명하）は大日本帝国陸軍の軍人。創氏改名による日本名は武山隆。

## 経歴
1918年3月、慶尚北道善山に生まれる。大邱中学校卒業。1939年9月、陸軍航空士官学校第52期卒業。士官学校時代は、両親から送ってもらった朝鮮人参をいつもかじりながら「これを食べていると、まるで郷里にいるような気がする」と両親を慕っていた親思いの青年士官であった。1939年11月1日、陸軍航空兵少尉。
飛行第64戦隊所属。太平洋戦争勃発後の1941年12月、ラングーンの攻撃に参加。戦隊の任務は、爆撃隊を無事に掩護することであったが、崔と第1中隊（中隊長代理：奥村弘中尉）は爆撃終了直後から爆撃掩護の位置を離れて敵機と交戦したため、戦隊長の加藤建夫少佐から飛行停止を命じられる。ようやく飛行停止が解けて、翌年1月にスマトラのパレンバン飛行場を空襲。戦隊長に続いて、飛行場に敵機に一連射を浴びせたが、座席前方で腔発が起きて、破片がエンジンを貫いた。どうにかパカンバル湖まで飛行したものの、エンジンが停止してしまい、滑空で湖畔の広場に不時着した。崔は、即座に地図に火をつけて漏れているガソリンの中に投げ入れて乗機の焼却をはかった。煙が立ち昇り、これを目当てに追ってきたオランダ軍と拳銃で応戦したが、もう駄目だと悟ると自決した。死後、大尉に昇進した。
死後は親日反民族行為者に認定された。